# 普里莫·莱维
普里莫·莱维（義大利語：Primo Levi，1919年7月31日—1987年4月11日），犹太裔意大利化学家、小说家。
普利莫·莱维被誉为意大利国宝级作家，也是二十世纪最引人关注的公共喉舌，备受索尔·贝娄、菲利普·罗斯以及卡尔维诺等文学大师的推崇。莱维同时也是一位化学家，他常说：“化学家和奥斯维辛集中营的囚犯这两种身份在我身上是如此根深蒂固。”他无法想象没有这双重经历的自己。

## 生平
普里莫·萊維於1919年出生於都靈一個開明的家庭，他在一個被同化的、富有教養的義大利猶太人世界裡長大。成長於法西斯時代，受到當時的《種族法》的直接影響。1930年代，萊維在都靈大學攻讀化學，並最終拿到化學博士學位。
1943年11月，萊維和他的朋友們成立了一個反法西斯游擊隊。法西斯士兵在12月13日那天的凌晨抓捕了他的部分隊友。1944年2月，德國黨衛軍接管了這個集中營，宣布所有的猶太人都要離開。桑得多被法西斯俘虜並試著從法西斯黨部逃走，卻被從少年感化院招募的一名15歲的兒童行刑隊隊員打穿了脖子。曾被捕并关押至奥斯维辛集中营11个月，受尽折磨，直到苏联红军在1945年解放了这座集中营，莱维是纳粹大屠杀的幸存者，重获自由，他是奥斯维辛幸存者，第174,517号囚犯。
回到都灵之後，與同是幸存者的医师列奥纳多·贝纳德提，揭露集中营如何虐待和摧毁人体的科学报告，刊在医学期刊上。1947年，他开始在《人民之友》周刊发表有关集中营的文章。完整手稿分别给了埃伊瑙迪、帕韦塞和金兹伯格夫人（Natalia ginzburg，1916-1991），反响极佳，可是出版社却大多没兴趣，最后是一家小出版社草草发行，第一版滞销，在佛罗伦萨的地下仓库里库存，某年水灾全遭淹没。
莱维1947年出版第一部作品回忆奥斯维辛经历的《如果这是一个人》时，卡尔维诺为他撰写书评，热切推介。然而，却直至1958年的修订版，才终获文坛认可。从此，他的创作如源泉喷涌，涉及诗歌、小说、回忆录等各个领域。1963年出版的《休战》，描述从集中营得救回到意大利的经过，这部作品不仅被选入意大利语文教材，还于1997年被编为电影《劫后余生》同时获奖坎皮耶罗奖。1982年出版《若非此时，何时?》。1986年出版《滅頂與生還》。
1987年，由于抑郁症，莱维从所住三楼的室内阳台坠至地面死亡。死因被驗屍官認為是自殺，死前沒有留下任何文字。同样是奥斯维辛幸存者、诺贝尔和平奖获得者埃利·维瑟尔说：“四十年後，普里莫‧莱维死於奥斯维辛集中营。”

## 作品
其在1948年出版的处女作《如果这是一个人》（Se questo è un uomo，1947,1958由埃伊瑙迪出版）即是纪录他在集中营中的生活。此外作品还有：回忆录《休止》（La tregua，1963）、短篇故事集《元素周期表》（Il sistema periodico，1975）、小说《猴子的忧伤》（原名La chiave a stella，1978）、小说《如果不是现在，那么何时？》（Se non ora, quando?，1984）和散文集《滅頂與生還》（I sommersi e i salvati，1986）等。
短篇故事集《元素周期表》每篇小說都以化學元素命名，皇家學會將其評為有史以來最好的科學書籍。

## 外部連結
- Announcement of The Complete Works of Primo Levi （页面存档备份，存于）
- 互联网档案馆中普里莫·莱维的作品或与之相关的作品
- International Primo Levi Studies Center
- Centro Primo Levi New York （页面存档备份，存于）
- "Primo Levi's journeys of peace" （页面存档备份，存于）: an article in the TLS （页面存档备份，存于） by Clive Sinclair, 11 July 2007
- Scriptorium – Primo Levi Includes writing by Levi
- Primo Levi （页面存档备份，存于） page by the Operatist who composed in honor of Levi
- Primo Levi's Last Moments by Diego Gambetta, Boston Review, Summer 1999 issue.
- Gabriel Motola. . The Paris Review. Spring 1995,. Spring 1995 (134)  [2025-03-17]. （原始内容存档于2025-03-18）.
- Poliakoff, Martyn. . The Periodic Table of Videos. University of Nottingham. 2010  [2025-03-17]. （原始内容存档于2025-03-18）.
- Primo Levi's house （页面存档备份，存于）
- BBC Interview with Primo Levi （页面存档备份，存于）
- Thames Television interview from 1972 （页面存档备份，存于）